# Львовский мусорный кризис

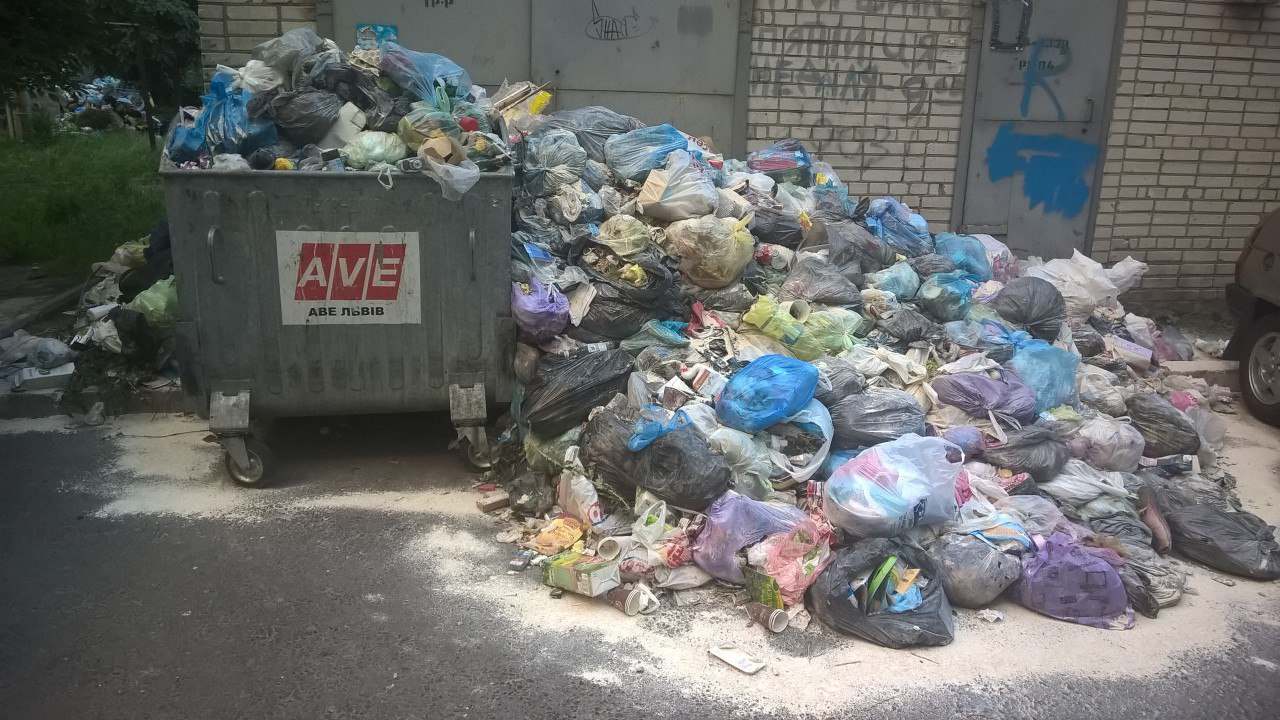
Переполненный мусорный контейнер на ул. П. Панча, 9, Львов

Львовский мусорный кризис (укр. Сміттєва криза у Львові) — кризис во Львове в 2016—2017 годах, вызванный неспособностью города самостоятельно утилизировать бытовые отходы горожан. Кризис начался после крупномасштабного пожара на Львовском полигоне твёрдых бытовых отходов вблизи Львова, случившегося в мае 2016 года и унёсшего жизни нескольких человек, после чего эксплуатация свалки была запрещена в судебном порядке. На протяжении длительного периода львовские власти пытались решать проблему за счёт вывоза мусора в другие регионы Украины, однако со временем в силу криминального и несанкционированного характера этой практики большинство городов отказалось его принимать, а их жители начали блокировать на дорогах львовские мусоровозы.
По заявлению городских властей, кризис завершился в середине июля 2017 года, когда Львов был полностью очищен от накопившегося мусора: за период с 23 июня по 13 июля спецтехника вывезла с 677 переполненных мусорных площадок Львова 12 тыс. 655 тонн твердых бытовых отходов (ТБО).

## Предпосылки
Хранение бытовых отходов изо Львова и части населённых пунктов Львовской области осуществлялось на Львовском полигоне твёрдых бытовых отходов (Грибовицкой свалке) вблизи села Великие Грибовичи, который функционирует с конца 1950-х годов. Полигон занимает площадь более 33 га. До 1990 года на полигон вывозились также и промышленные отходы предприятий Львова.
В 2003 году главный государственный санитарный врач Львовской области вынес постановление от № 119/01 о прекращении эксплуатации полигона для города Львова. В последующие годы было множество предписаний о прекращении эксплуатации полигона, однако со стороны городских властей они игнорировались и обжаловались в судах, в результате чего свалка продолжала эксплуатироваться.
В 2006 году в ходе своей предвыборной программы на пост городского головы Андрей Садовый обещал закрыть полигон. Спустя несколько месяцев после избрания городским головой Садовый заявил, что полигон ТБО практически заполнен, но просил жителей Грибовичей согласиться на продолжение эксплуатации полигона в течение ещё 5 лет, после чего обещал его закрыть. В 2007 году городские власти запретили выполнение работ по дегазации полигона — первичных мероприятий по его рекультивации и закрытию.
Обострилась ситуация в 2009 году, когда полторы сотни людей из сел Малехив и Грибовичи перекрыли въезд на свалку. В этот день истек срок, который райсовет давала Львовскому городскому совету для поиска нового места для отходов.
В 2011 году согласно заключению Государственной экологической экспертизы экологической ситуации, сложившейся на территории влияния Львовского городского полигона ТБО, проведенной Министерством экологии и природных ресурсов Украины, дальнейшая деятельность Львовского полигона ТБО была признана экологически недопустимой из-за негативного воздействия на окружающую среду, а полигон — подлежащим поэтапному закрытию с его технической и биологической рекультивацией.
В 2014 году прокуратурой было заявлено о двух решениях судов о прекращении эксплуатации Львовского полигона ТБО, однако эти решения, как и предыдущие, не вступили в законную силу в связи с обжалованием их в апелляционном суде.
В марте 2016 года появилась информация о сотрудничестве города с Европейским инвестиционным банком, который должен был предоставить денежные средства на рекультивацию действующего и строительство нового полигона твердых бытовых отходов. В период с 2004 по 2016 годы в городской совет Львова обращались 43 компании из 14 стран мира с предложениями строительства нового полигона с мусороперерабатывающим заводом, однако Львовский городской совет отказал всем им из-за отсутствия надлежащего земельного участка в черте города; отведение же земли под завод в пределах области блокировалось.

## Начало кризиса

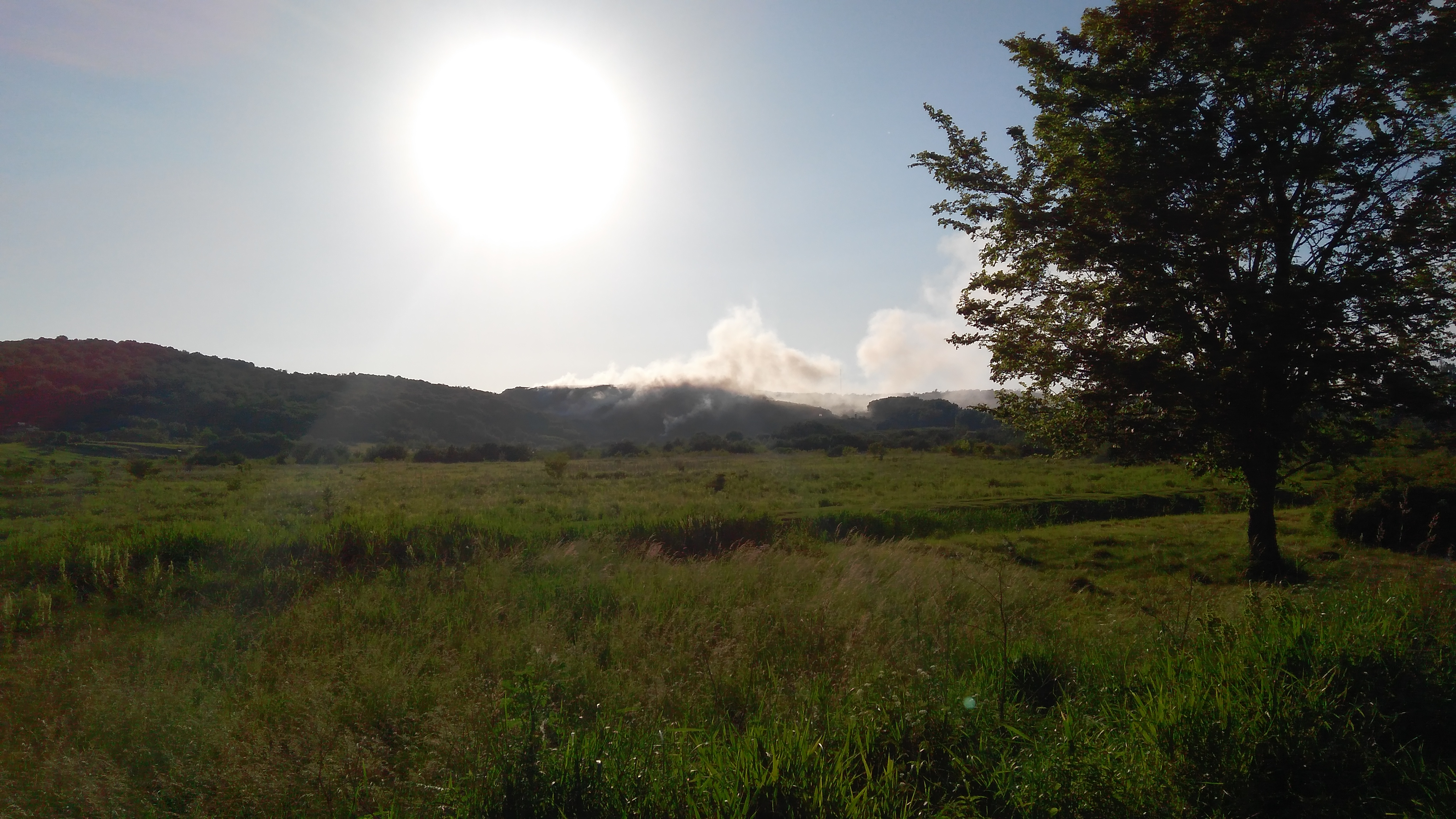
Тлеющий пожар на Грибовицкой свалке в мае 2016 года

29 мая 2016 на территории Львовского полигона твердых бытовых отходов начался масштабный пожар. Во время обследования территории полигона на скрытые очаги возгорания произошел сдвиг мусора, под который попали трое пожарных и эколог Львовского коммунального предприятия «Збиранка». 30 мая года пожар был ликвидирован. 31 мая троих пожарных нашли мёртвыми. 7 июня пожар вспыхнул вновь, его пытались потушить с помощью пожарной авиации.
В ноябре 2016 суд обязал исполнительный комитет Львовского городского совета прекратить деятельность полигона в связи с многочисленными нарушениями требований санитарного и природоохранного законодательства в части обращения с отходами при его эксплуатации.
Закрытие местного полигона ТБО привело к санкционированному и несанкционированному вывозу мусора из Львова в Львовскую и другие области Украины, в том числе - на необорудованные для приема мусора места. В силу криминального и несанкционированного характера этой практики большинство городов отказалось его принимать, а их жители начали блокировать на дорогах львовские мусоровозы.

## Пик кризиса
На начало июня 2017 года в районах города накопились месячные объемы мусора, а в целом по городу этот показатель составляет около 9000 тонн.
К концу июня 2017 года положение приобрело угрожающие масштабы, в городе наблюдаются всё большие объёмы складируемого во дворах домов мусора и засилье крыс. Комиссия по чрезвычайным ситуациям Львовского городского совета направила обращение в Кабмин Украины и СНБО с просьбой официально признать город зоной экологического бедствия. Из-за высокого риска распространения инфекционных заболеваний рассматривается возможность эвакуации из города всех детей.

## Преодоление кризиса
К середине июля 2017 года Львов был полностью очищен от накопившегося мусора: за период с 23 июня по 13 июля спецтехника вывезла с 677 переполненных мусорных площадок Львова 12 тыс. 655 тонн твердых бытовых отходов (ТБО). 12 июля 2017 года Кабинет министров Украины выделил 50 миллионов гривен на уборку львовского мусора.
В сентябре 2017 года Европейский банк реконструкции и развития выделил 35 млн. евро на решение львовской мусорной проблемы: 10 млн пойдут на саму рекультивацию Грибовицкой свалки. Эти средства являются безвозвратным грантом со стороны ЕБРР. Еще 25 млн евро являются кредитом и будут потрачены на строительство мусороперерабатывающего завода на территории Львовской ТЭЦ-2. Разработку проекта завода уже завершают специалисты французской компании Egis, также за счет гранта французского правительства.

## Позиции и реакция
В связи с мусорным кризисом периодически звучат призывы к городскому голове Львова Андрею Садовому уйти в отставку, поскольку тот не в состоянии урегулировать ситуацию. В частности, его обвиняют в отсутствии стратегии по постройке мусоросжигательного завода. Садовый, являющийся лидером «Самопомощи», обвиняет конкурирующие политические партии в поджоге свалки, блокировании создания мусороперерабатывающих мощностей и использовании ситуации против него в политических целях.
По оценкам городских властей и некоторых политических деятелей, кризис имеет политическую подоплеку и вызван политическими разногласиями между Блоком Петра Порошенко и «Самопомощью», по другим — попыткой главы города Андрея Садового перевести проблему на центральную власть. Вопрос выделения земли и разработки документации по созданию полигонов твердых бытовых отходов принадлежат компетенции местных властей. Премьер-министр Украины Владимир Гройсман заявил, что вопрос выделения земли и проектная документация для решения проблемы согласованы. При этом сам городской голова Садовый неоднократно подчеркивал, что проблему должна решать центральная власть.
Громады отдельных городов Украины, в которые предпринимались попытки вывоза мусора, выразили резкое несогласие по его приему на местные полигоны, в том числе — при наличии разрешений от местных органов власти. На сайте городского совета Львова выложено 229 отказов на 495 обращений в областные и местные советы Украины с просьбой принять львовские бытовые отходы.
В конце октября 2016 было начато следствие по факту несанкционированного вывоза мусора из Львова в другие регионы страны. Комментируя ситуацию Садовый заявил в марте 2017 года, что городской администрацией заключён договор со сторонней организацией на вывоз мусора из города, а то, куда эта организация вывозит мусор, городская администрация не контролирует.
В июне 2017 года руководитель фракции «Самопомощь» в Верховной Раде Олег Березюк объявил голодовку в знак протеста против игнорирования проблемы премьер-министром и Президентом Украины
Жители села Будичаны Чудновской городской объединенной общины 24 марта 2021 года вышли на митинг и перекрыли дороги из-за 40 тонн львовского мусора, которое опять вывезли на территорию Житомирщины.